# Drosophila ifestia
Drosophila ifestia är en tvåvingeart som beskrevs av Léonidas Tsacas 1984. Drosophila ifestia ingår i släktet Drosophila och familjen daggflugor.
Artens utbredningsområde är Kongo-Kinshasa.